# كعكة قطرة المطر

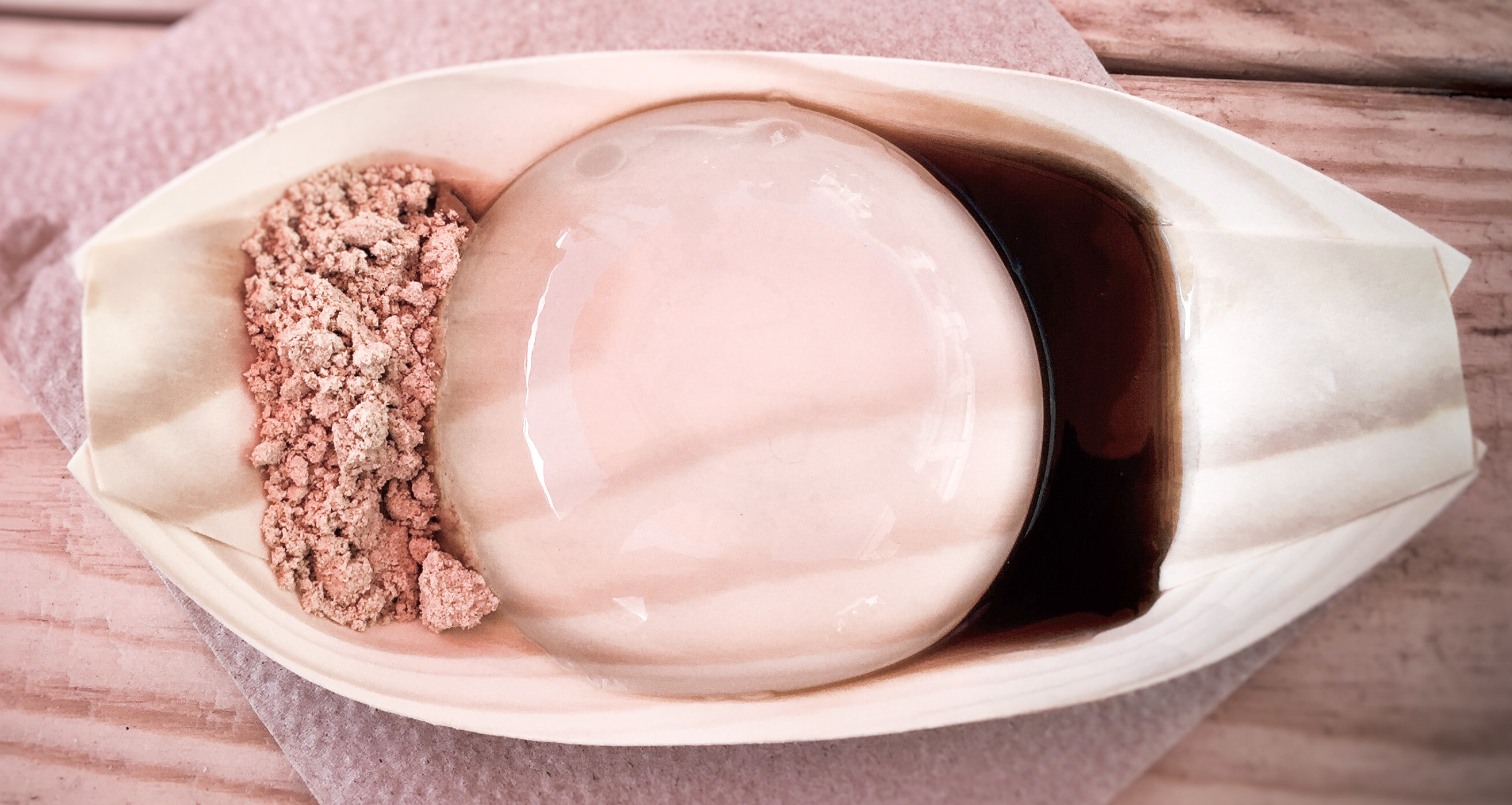
تقدم كعكة قطرة المطر مع الكوروميتسو و الكيناكو

كعكة قطرة المطر هي حلوى مصنوعة من الماء والأجار (مادة هلامية) تشبه قطرة المطر. اشْتُهِرَت أولًا في اليابان عام 2014، واكتسبت مؤخراً اهتمامًا دوليًا.

## تاريخها
في الأصل هي حلوى يابانية وتعرف باسم ميزو شينجن موتشي (水信玄餅). أنشأت شركة كينسيكين ساييكا الطبق لأول مرة في محافظة ياماناشي بالقرب من طوكيو في اليابان عام 2014. فكلمة ميزو تعني الماء وكلمة شينجن موتشي هي نوع من أنواع كعكة الأرز الحلو (موتشي) التي صنعتها شركة كينسيكين. في عام 2013، أراد المبتكر أن يبتكر فكرة إيجاد مياه صالحة للأكل. فقد انتشرت الحلوى انتشاراً سريعاً كالفيروس كما أقام الناس رحلات خاصة لتجربة الطبق. قدم دارين وونج الطبق في الولايات المتحدة في مدينة نيويورك في أبريل 2016 في معرض سمورجاسبورج للغذاء. وبعد فتره وجيزة، عَمِل مطعم ياماجويا في لندن لمدة أربعة أشهر على تحسين الطبق.

## الوصفة
يتكون الطبق من المياه المعدنية والأجار؛ لذا فهو لا يحتوي على سعرات حرارية، وأُخذِت مياه الطبق الأصلي من جبل كايكوما في جبال الألب الجنوبية اليابانية، وقد وصِفت على أنها ذات مذاق حلو. الأجار هو بديل نباتي للجلاتين مصنوع من الأعشاب البحرية. تُصَب بعد طهيها ثم تُبَرّد، ويستخدم فيها شراب مثل دبس السكر يسمى كورموميتسو وطحين فول الصويا الذي يسمى كيناكو كطبقة علوية. إن الطبق يبدو وكأنه قطرة مطر، وكما شُبّهة بالثدي وقنديل البحر.
تعتبر الحلوى لا طعم لها بشكل عام، فهي تذوب بمجرد قضمها، فلابد أن تُؤكل على الفور وإلا ستذوب بعد عشرون ثانية في الفم.
تُباع مكونات هذه الحلوى ليتم إعدادها في البيت، وقد عُرِضت على برنامج توداي شو (The Today Show) وموقع بَزفييد (BuzzFeed) وأخبار أي بي سي (ABC News).